# Adam Jankowski
Adam Jankowski  (Gdańsk, 1948) is een Oostenrijks kunstschilder. Hij werkt voornamelijk vanuit zijn ateliers in respectievelijk Hamburg, en Offenbach, Duitsland. Zijn werk wordt benoemd als modern.
In 1961 emigreerde hij naar Oostenrijk. Jankowski studeerde vanaf  1966 tot 1968 Technische wetenschappen in Wenen, maar besloot eind jaren vijftig zich aan de kunst te wijden. Jankowski studeerde aan de Weense kunstacademie. Van  1976 tot 1980 studeerde hij aan de Hochschule für bildende Künste Hamburg onder Almir Mavignier en KP Brehmer.
- Gemeinsame Normdatei: 118711741
- International Standard Name Identifier: 0000 0001 1444 5359
- Library of Congress Control Number: n83211253
- RKD-Nederlands Instituut voor Kunstgeschiedenis: 293721
- SNAC: w6qv4cqf
- Système universitaire de documentation: 157484793
- Virtual International Authority File: 54943169
- WorldCat: E39PBJq6RtdHBvyHGVrrCvWqwC